# Excavadora mixta

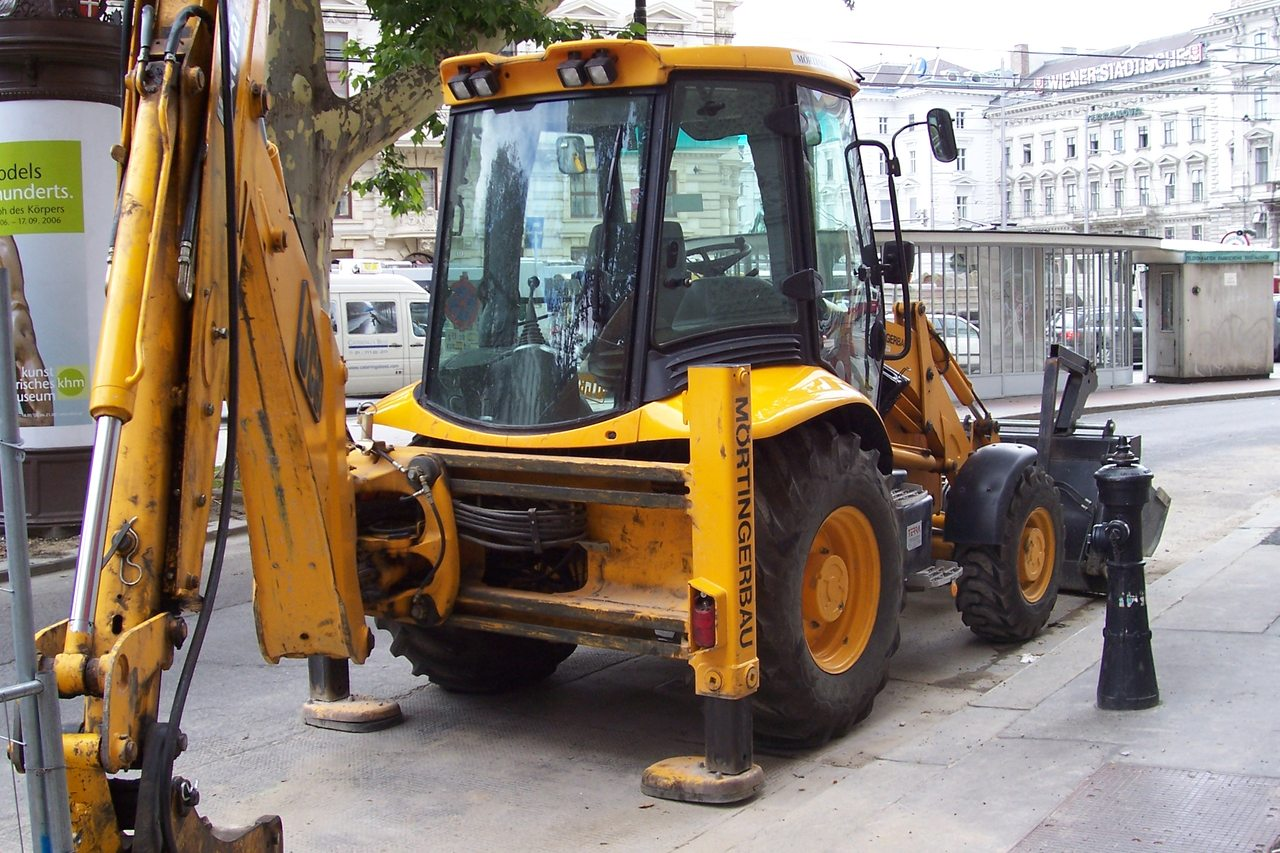
Pala mixtaJCB.

Una excavadora mixta o pala mixta és un màquina d'enginyeria civil que combina una pala carregadora i una excavadora. La pala, de petita talla, és sobretot destinada a treballs lleugers (cavament de rases, o en agricultura per a replegar el fem).
Se sol anomenar erròniament retroexcavadora que és una màquina diferent.

## Històric
El 1947, Wain-Roy Corporació crea i prova aquest nou tipus de material de construcció que, al  S. XX amb l'afegit d'una petita carregadora davantera, és fabricada per JCB. A l'abril 1948, Wain-Roy Corporation ven els tot primers equipaments hidràulics muntats sobre un tractor Ford Model 8N a la societat Connecticut Light and Power Company per la suma de 705 $ americans.
És el constructor Case qui ha produït la primera retroexcavadora integrada on tots els components han estat fabricats i garantits pel mateix fabricant

## Parts
Xassís: de neumàtics i articulat.

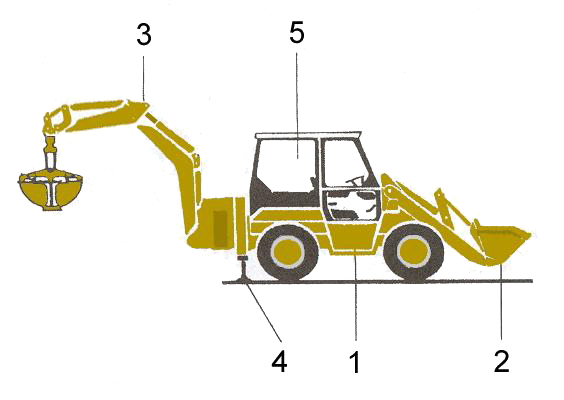
Esquema d'una excavadora mixta

1) Porta d'accés a la cabina 2) Pala carregadora o cullera frontal, del tipus d'una pala carregadora per a petits treballs d'excavació, càrrega, transport i descàrrega 3) Braç amb eina, excavadora (aquí trabucador agafador). Per a poder-se emprar, la màquina ha d'estar estacionada, apuntalada mitjançant gats hidràulics i la cullera frontal. Permet excavacions de rases o trinxades o el transport d'elements mitjançant un ganxo que posseeix la cullera. 4) Crosses estabilitzadores 5) Cabina, muntada a la part central del xassís. El seient interior permet un gir de 180° per a treballar amb les dues eines.

## Alguns fabricants
- CNH Global, filial de Fiat que deté:
  - Case IH
  - Fiat-Hitachi
  - New Holland
- Hidromek (Turquia)
- [Hydrema ] (Dinamarca)
- JCB (Regne Unit)
- Komatsu (Japó)
- Mahindra & Mahindra (Índia)
- Sanko (Turquia)
- Terex
- Volvo Construction Equipment, filial de Volvo